# Teinobasis corolla
Teinobasis corolla är en trollsländeart som beskrevs av James George Needham och Gyger 1939. Teinobasis corolla ingår i släktet Teinobasis och familjen dammflicksländor. Inga underarter finns listade i Catalogue of Life.